# Banco de Tanzania
El Banco de Tanzania (en suajili: Benki Kuu ya Tanzania, en inglés: Bank of Tanzania) es el banco central de Tanzania. Es responsable emitir la moneda del país, el  chelín tanzano.
El banco se estableció por el primer parlamento de Tanzania mediante la Ley del Banco de Tanzania en 1965 tras la disolución de la East African Currency Board en 1965. El banco comenzó a operar el 14 de junio de 1966 y fue inaugurado por el primer presidente del país, Julius Nyerere.
Sin embargo, en 1995, el gobierno decidió que el banco tenía demasiadas responsabilidades y que esto le impedía hacer un buen trabajo. Como resultado, la Ley del Banco de Tanzania de 1995 , que le dio al banco una tarea única, controlar la política monetaria del país. La ley fue modificada posteriormente en 2006 y es la ley de funcionamiento del organismo.
El banco está gobernado por un consejo de diez personas, de las cuales cuatro de los miembros del consejo asisten a otros deberes que tienen. El presidente es el gobernador del banco, y es asistido por tres gobernadores en la administración; política económica y financiera; y la estabilidad financiera.